# Влахен
Влахен (алб. Vlahën) је насељено место у општини Хас у округу Кукеш, Албанија. Према попису из 2001. године било је 1.209 становника.
Влахиња (Влахен) налазила се у средњовековној жупи Патково, а у првој половини 14. века припадала је манастиру Високи Дечани.
У Влахену су се настанили припадници племена Тачи, Хоти и Шаља.